# Station Bystra Podhalańska
Station Bystra Podhalańska is een spoorwegstation in de Poolse plaats Bystra.